# Adriaan van Heerdt
Adriaan van Heerdt (Rotterdam, 9 september 1637 - 's-Gravenhage, 16 juli 1714), heer van Crayevelt, de Pol en Beringen, was schepen en burgemeester van Nijmegen. Hij was sinds 16 oktober 1662 ingeschreven in de Ridderschap van Nijmegen.

## Familie
Adriaan van Heerdt was afkomstig uit een zeer oud Gelders geslacht, waarvan meerdere leden waren ingeschreven in het Ridderschap van Nijmegen. Sinds 1662 behoorde Adriaan van Heerdt zelf ook tot deze ridderschap. Diens overgrootvader Gijsbert van Heerdt (1533-1576) was drost op Ulft en een geuzenkapitein in de Tachtigjarige Oorlog. De vader van Adriaan van Heerdt was Gijsbert van Heerdt (1603-1652), in 1649 de kapitein van het jacht van stadhouder Willem II.
Adriaan van Heerdt huwde op 19 maart 1669 Anna Wilhelmina Huyghens ('s-Gravenhage, 1642 - Arnhem, 11 mei 1677), dochter van Rutger Huyghens tot Claerenbeek en Anna Margaretha van Stralen. Hij hertrouwde op 17 december 1677 te Leeuwarden met Mechteld Hume (18 oktober 1648 - Nijmegen, 22 maart 1686), dochter van George Hume de Manderston en Hester van Loo. Zij kregen drie kinderen:
- Anna Wilhelmina van Heerdt (*1678), huwde te Neerbosch op 8 mei 1718 Louis Rocher de Paris (1680-na 1725), luitenant-kolonel in het Staatse leger
- Cornelia Mechtelt van Heerdt (1679-1714), huwde te Nijmegen op 26 augustus 1710 Abraham de Pagniet, heer van Kermestein en Flierenburg (1662-1724), overste luitenant van het Regiment van de generaal Van Friesheim
- Gijsberta Adriana van Heerdt (1682-na 1756), huwde te Bemmel op 22 april 1703 Andreas Meyer (1675-1717), majoor van het Regiment Zwitsers en commandant van de vesting Luxemburg

In 1698 huwde Van Heerdt een derde maal met Maria Gijsberta van Bronkhorst, vrouwe van De Poll en Beringen († 20 mei 1717), dochter van Cornelis Bronkhorst, heer van Sterkenburg en Agnes van Aeswijn.

## Politieke loopbaan

#### Plooierijen
Adriaan van Heerdt was een vooraanstaand vertegenwoordiger van de “Nieuwe Plooi”, een politieke beweging aan het begin van de 18de eeuw. In 1702 werden op aandrang van de gilden en burgerij (“de volkswil”) de twee burgemeesters en de hele raad van hun eed ontslagen. Adriaan van Heerdt werd vervolgens op 5 juni 1702, samen met François Romswinckel, beëdigd als burgemeester van Nijmegen. De volgende dag werd een tiental nieuwe leden, allen afgevaardigden van gilden en ambachten en aanhangers van de Nieuwe Plooi, aangesteld. De afgezette regenten van de Oude Plooi lieten het er echter niet bij zitten en deden hun beklag bij de naar Arnhem verplaatste Gelderse Landschapsvergadering. De Staten van Gelderland keurde op de landdag van 18 juli 1702 de ontzetting van de Oude Plooi in de verschillende steden af en drongen aan op herstel van de oude regentenmacht. De Oude Plooi werd in augustus, met het Staatse leger onder aanvoering van Walraad graaf van Nassau (1635-1702) als pressiemiddel, in de verschillende steden in hun macht hersteld. De nieuwe bestuurders werden verbannen of ze kregen geldboetes of gevangenisstraf opgelegd. Op 5 december 1702 werden Adriaan van Heerdt en twee andere aanhangers van de Nieuwe Plooi door het Hof van Gelderland veroordeeld tot levenslange verbanning en een boete wegens seditieuse bewegingen, disobiëntie aen de landfurtelijke hoogheit. Als zij de eerstkomende landschapsvergadering openlijk hun schuld zouden bekennen, zou de verbanning slechts zes jaar gelden. In een brief van 9 december aan de raadspensionaris Anthonie Heinsius schreef Van Heerdt, dat hij onder de omstandigheden vreesde zijn retraite op zijn huis in ’t Land van Heusden (Crayevelt) te moeten nemen.
Door de oorlogsomstandigheden (de Spaanse Successieoorlog) trokken de garnizoenen in januari 1703 weg richting het zuiden. De Nieuwe Plooi, die via de gemeenslieden massale protestgroepen en burgers op de been kon brengen, nam de macht opnieuw over in Nijmegen, Arnhem, Tiel en Zaltbommel. In februari 1703 werd Adriaan van Heerdt opnieuw burgemeester. Het vonnis tegen Van Heerdt en anderen werd in maart van dat jaar opgeheven. De ontzette regenten riepen nu de hulp van de Algemene Staten in. Zij beslisten ten gunste van de Oude Plooi, maar de “weerspannigheid van het volk” belette hen tot de tenuitvoerlegging daarvan. Pas in 1707, nadat Arnhemmers Wageningen hadden bezet, greep de meerderheid van de Gelderse Landdag alsnog in en verwijderde zij met behulp van het generaliteitsleger de Nieuwe Plooiers uit hun bastions. De gematigden namen de macht over.

#### Waldgraaf van het Nederrijkswald
Adriaan van Heerdt was tevens Waldgraaf van het Nederrijksche Wald. De titel Waldgraaf was destijds een bestuurlijke titel, geen adellijke. Het Nederrijksche Wald (of Nederrijkswald) was in de middeleeuwen een van de grote grafelijke, later hertogelijke bosdomeinen van Gelderland. Vanaf 1559 werd het namens de Staten van Gelderland beheerd door de Gelderse Rekenkamer in Arnhem, hoewel het in het Rijk van Nijmegen lag. Aan het eind van de zestiende eeuw hebben de Staten voor de rechtspraak in civiele en criminele vergrijpen in het Nederrijksche Wald het Waldgericht ingesteld. De door hen benoemde en beëdigde Waldgraaf trad op als voorzitter van deze rechtbank waarvan verder twee waldschepenen lid waren. Bij de rechtspraak baseerde men zich vooral op de Waldordonnantie, een soort beheersreglement voor het Nederrijksche Wald. Vanaf 1677 mocht het Waldgericht de civiele zaken zoals houtdiefstallen en stroperij blijven behandelen, maar voor de criminele rechtspraak zou het Waldgericht voortaan worden aangevuld met vier gecommitteerde schepenen van de stad Nijmegen.